# Copiocerinae
Sous-famille
Les Copiocerinae sont une sous-famille d'orthoptères caelifères de la famille des Acrididae.

## Distribution
Les espèces de cette famille se rencontrent en Amérique du Sud, en Amérique centrale et au sud de l'Amérique du Nord.

## Liste des genres
Selon Orthoptera Species File (1er avril 2010) :
- Aleuasini Brunner von Wattenwyl, 1893
  - Aleuas Stål, 1878
  - Zygoclistron Rehn, 1905
- Clematodini Rehn, & Eades, 1961
  - Apoxitettix Descamps, 1984
  - Bucephalacris Giglio-Tos, 1894
  - Chapulacris Descamps, 1975
  - Clematodes Scudder, 1900
  - Dellia Stål, 1878
  - Eucopiocera Bruner, 1908
  - Halffterina Descamps, 1975
- Copiocerini Brunner von Wattenwyl, 1893
  - Adimantus Stål, 1878
  - Antiphon Stål, 1878
  - Caenacris Amédégnato & Descamps, 1979
  - Chlorohippus Bruner, 1911
  - Contacris Amédégnato & Descamps, 1979
  - Copiocera Burmeister, 1838
  - Copiocerina Descamps, 1978
  - Copiotettix Descamps, 1984
  - Cyphacris Gerstaecker, 1889
  - Episcopotettix Rehn, 1903
  - Eumecacris Descamps & Amédégnato, 1972
  - Hippacris Scudder, 1865
  - Monachidium Serville, 1831
  - Oncolopha Stål, 1873
  - Opshomala Serville, 1831

## Référence
- Brunner von Wattenwyl , 1893 : Révision du système des orthoptères et description des espèces rapportées par M. Leonardo Fea de Birmanie.  Annali del Museo Civico di Storia Naturale ‘Giacomo Doria’, Genova, vol. 33, p. 1–230 (texte original).